# Memories...Do Not Open
Memories...Do Not Open är debutalbumet av den amerikanska DJ-duon The Chainsmokers. Albumet släpptes den 7 april 2017 och föregicks av singlarna Paris och Something Just Like This (ett samarbete med Coldplay), samt Honest som marknadsfördes som singel efter albumets släpp. 
Albumet blev en succé för bandet och debuterade på första plats på Billboard 200-listan. Dess båda singlar drog åt sig ett stort antal streams och har i oktober 2023 1,1 respektive 2,3 miljarder streams på Spotify. Trots den kommersiella succén och dess popularitet bland fans blev albumet inte lika varmt mottaget av kritiker, utan fick låga betyg och är bland annat det lägst rankade albumet från 2017 på Metacritic.

## Bakgrund
Memories...Do Not Open nämndes först av Chris Martin från Coldplay via Twitter, där Martin berättade att "han hade hört några av låtarna och älskade dem". The Chainsmokers själva hade inte utannonserat albumet än och dessutom hade inte de två bandens samarbete släppts än. Bandet svarade sen på Martins tweet, och bekräftade albumets existens.
Bandet åkte ut på turné mellan april och oktober 2017 för att supporta albumet.

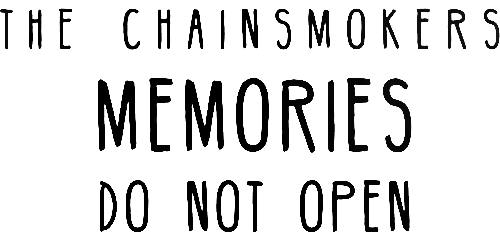
Albumets logotyp

## Låtlista[6]
| 1.           | The One                                   | 2:57  |
| 2.           | Break Up Every Night                      | 3:27  |
| 3.           | Bloodstream                               | 3:44  |
| 4.           | Don't Say (med Emily Warren)              | 3:48  |
| 5.           | Something Just Like This (med Coldplay)   | 4:07  |
| 6.           | My Type (med Emily Warren)                | 3:37  |
| 7.           | It Won't Kill Ya (med Louane)             | 3:37  |
| 8.           | Paris                                     | 3:41  |
| 9.           | Honest                                    | 3:28  |
| 10.          | Wake Up Alone (med Jhené Aiko)            | 3:35  |
| 11.          | Young                                     | 3:44  |
| 12.          | Last Day Alive (med Florida Georgia Line) | 3:34  |
| Total längd: | Total längd:                              | 43:24 |